# Mars 2020

Logo mise

Mars 2020 je meziplanetární mise agentury NASA, v rámci které bylo vyvinuto a vypuštěno vozítko Perseverance a také vrtulník Ingenuity. Start z rampy SLC-41 Kennedyho vesmírného střediska na mysu Canaveral proběhl 30. července 2020 a přistání na Marsu 18. února 2021 v kráteru Jezero. Celková cena projektu je 3,6 miliardy dolarů. Mise bude pravděpodobně trvat jeden marťanský rok, což je v přepočtu na pozemské dny přibližně 687 pozemských dní.
V rámci mise je plánována i příprava na návrat vzorků zpět na Zemi, samotná přeprava proběhne v rámci mise Mars Sample Return.

## Cíle mise
Cílem mise je zkoumat povrch Marsu, měřit počasí na povrchu, sesbírat vzorky a dopravit je na Zemi, zhodnotit obyvatelnost Marsu a otestovat technologií výroby kyslíku z oxidu uhličitého.

## Vybavení

### Perseverance
Perseverance je hlavním předmětem, rover, který má na Marsu provést řadu měření a také sesbírat a bezpečně uložit vzorky, které mají být přemístěny zpět na Zemi. Na palubě vozítka se nachází celkem 43 zkumavek na vzorky. Vozítko disponuje kamerami MastCam-Z, Hazcam, CacheCam, Navcam a kamerami EDL a dvěma mikrofony (mikrofonem SuperCam a mikrofonem EDL).
Vozítko nese také řadu nástrojů, například radar RIMFAX, kameru pro dálkovou analýzu SuperCam, meteostanici MEDA, rentgen PIXL nebo spektrometr SHERLOC.

### Ingenuity
Helikoptéra Ingenuity je experimentálním létajícím strojen a zároveň prvním strojem létajícím na jiné planetě. Při přistání byla helikoptéra připevněna k roveru Perseverance. První let proběhl 19. dubna 2021 a trval 39,1 sekundy a vrtulník dosáhl 2400 otáček za minutu. Vrtulník na palubě nese kousek křídla letadla bratří Wrightů, které jako první vzlétlo na Zemi.

## Nosná raketa

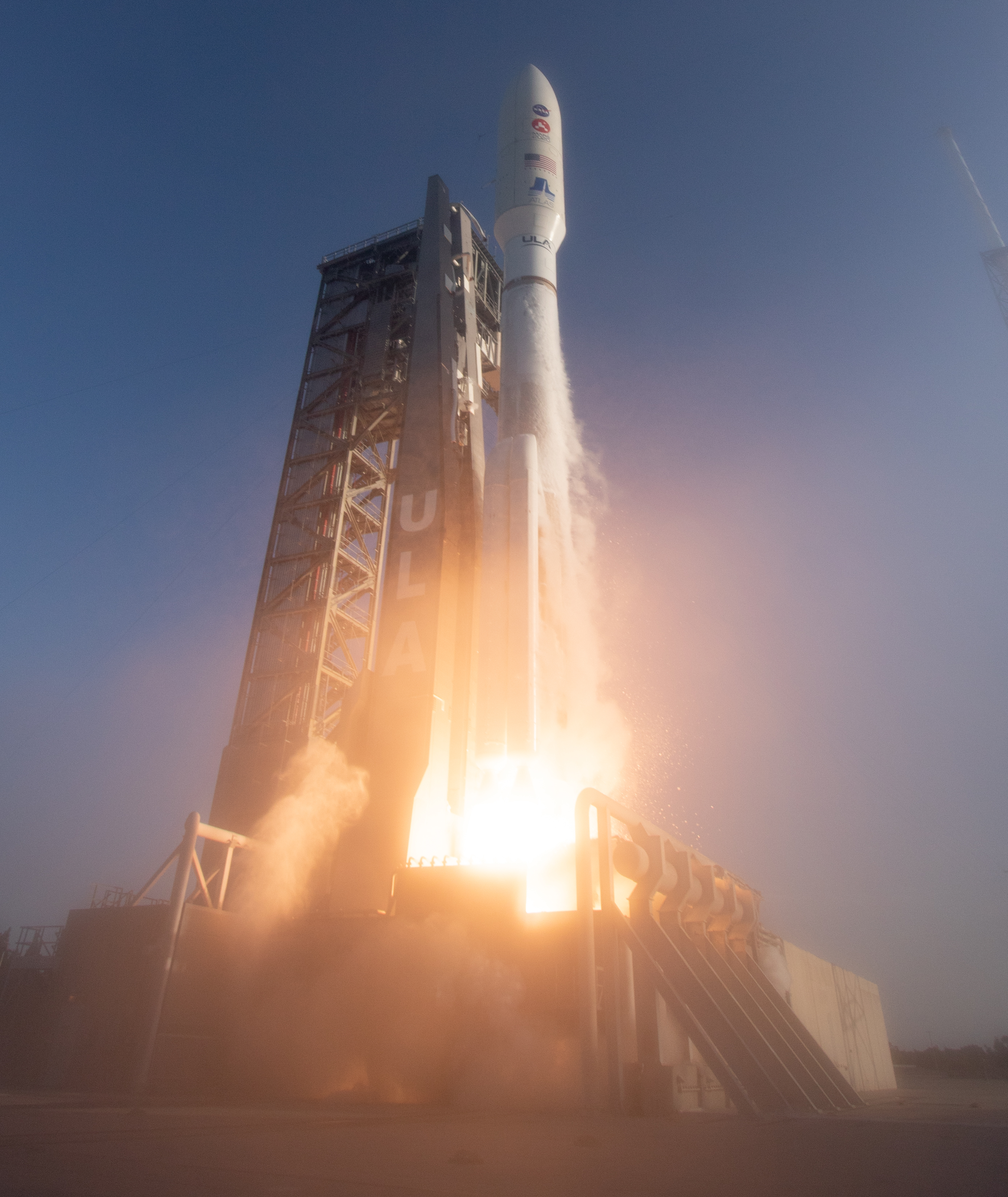
Start rakety Atlas V 541 s vozítkem Perseverance na palubě.

Nosná raketa byla Atlas V 541, která vystartovala 30. července 2020 z Cape Canaveral. Celková hmotnost nosné rakety byla 531 000 kilogramů.

### Stupně rakety

#### První stupeň
První stupeň rakety Atlas V je poháněn raketovými motory na tuhá paliva. Kus, který vynesl vozítko Perseverance, měřil na výšku 32,46 metru a měl průměr 3,81 metru. Raketa byla poháněna motorem RD-180, společného projektu společností Pratt & Whitney Rocketdyne, West Palm Beach, Florida a NPO Energomash, Moskva. Tento stupeň dokáže vyvinout tah 3,8 milionu newtonů.

#### Druhý stupeň – podpůrné motory
Raketa má také 4 podpůrné motory, které umocňují výkon prvního stupně.

#### Třetí stupeň – Kentaur
V tomto modulu se nachází motory, které nastoupí po odhození předchozích modulů. Na horní část rakety byl umisťován jako jedna z posledních částí. Tento modul je poháněn motorem RL-10 od společnosti Pratt & Whitney Rocketdyne. Tento motor může poskytnout až 99 200 newtonů tahu.

#### Kapotáž užitečného zatížení
Kapotáž užitečného zatížení je kryt modulu Kentaur a samotné kapsle s vozítkem Perseverance. Na horní část rakety byl úmístěn jako poslední část.

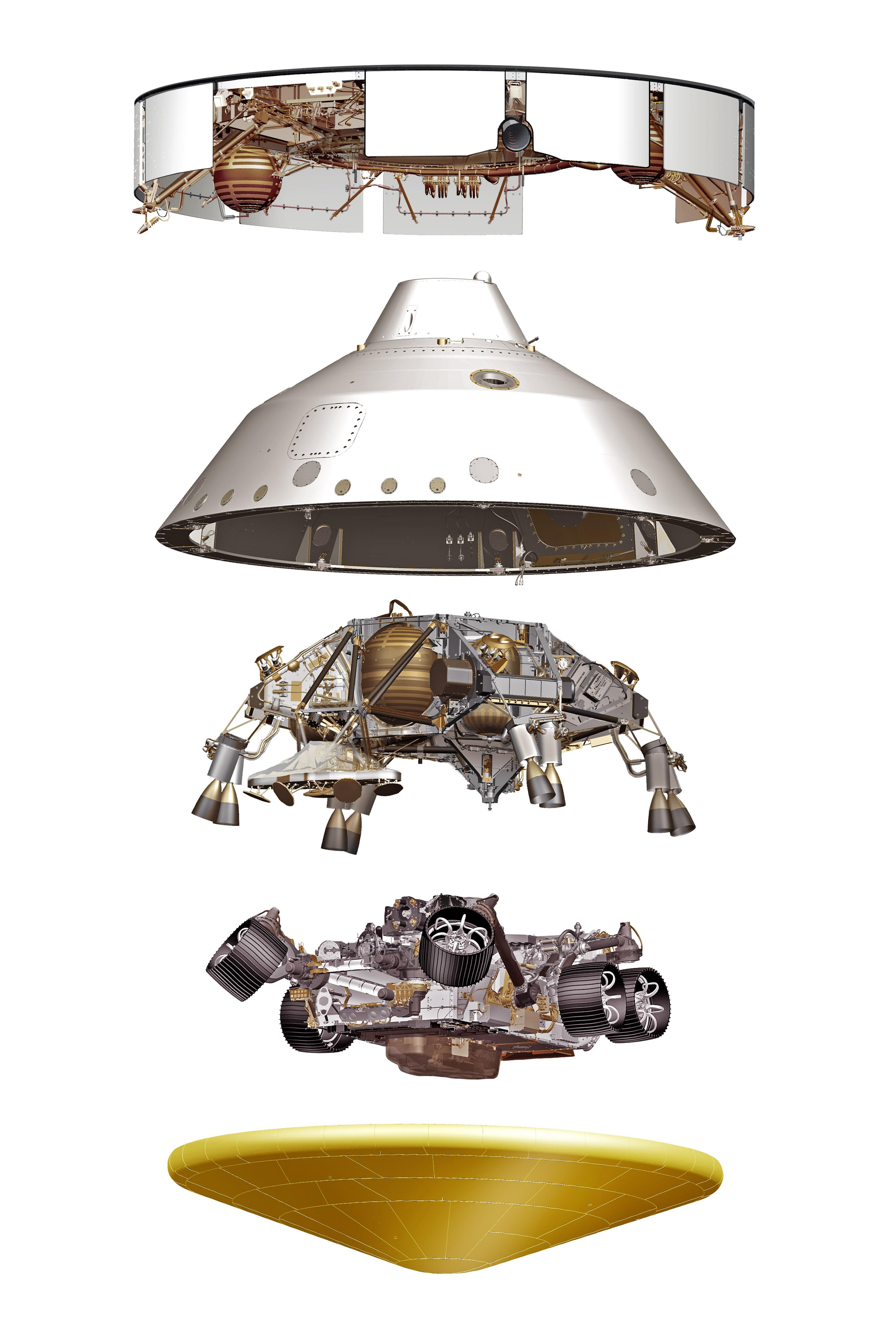
Nákres cestovního modulu a seskládání věcí uvnitř.

### Cestovní modul
Vozítko bylo umístěno v cestovním modulu, který byl umístěn na vrcholu rakety.

#### Konstrukce
Ve spodní části se nacházel tepelný štít, který chránil vozítko před teplem, které vzniklo při vstupu do marsovské atmosféry. Vozítko a takzvaný vesmírný jeřáb kryl velký kryt, na kterém byla připevněna sekce, která sloužila k uchycení do rakety.
Kromě vozítka Perseverance se v modulu nacházel i takzvaný vesmírný jeřáb Skycrane, který při přistání nesl vozítko v poslední fázi na lanech.

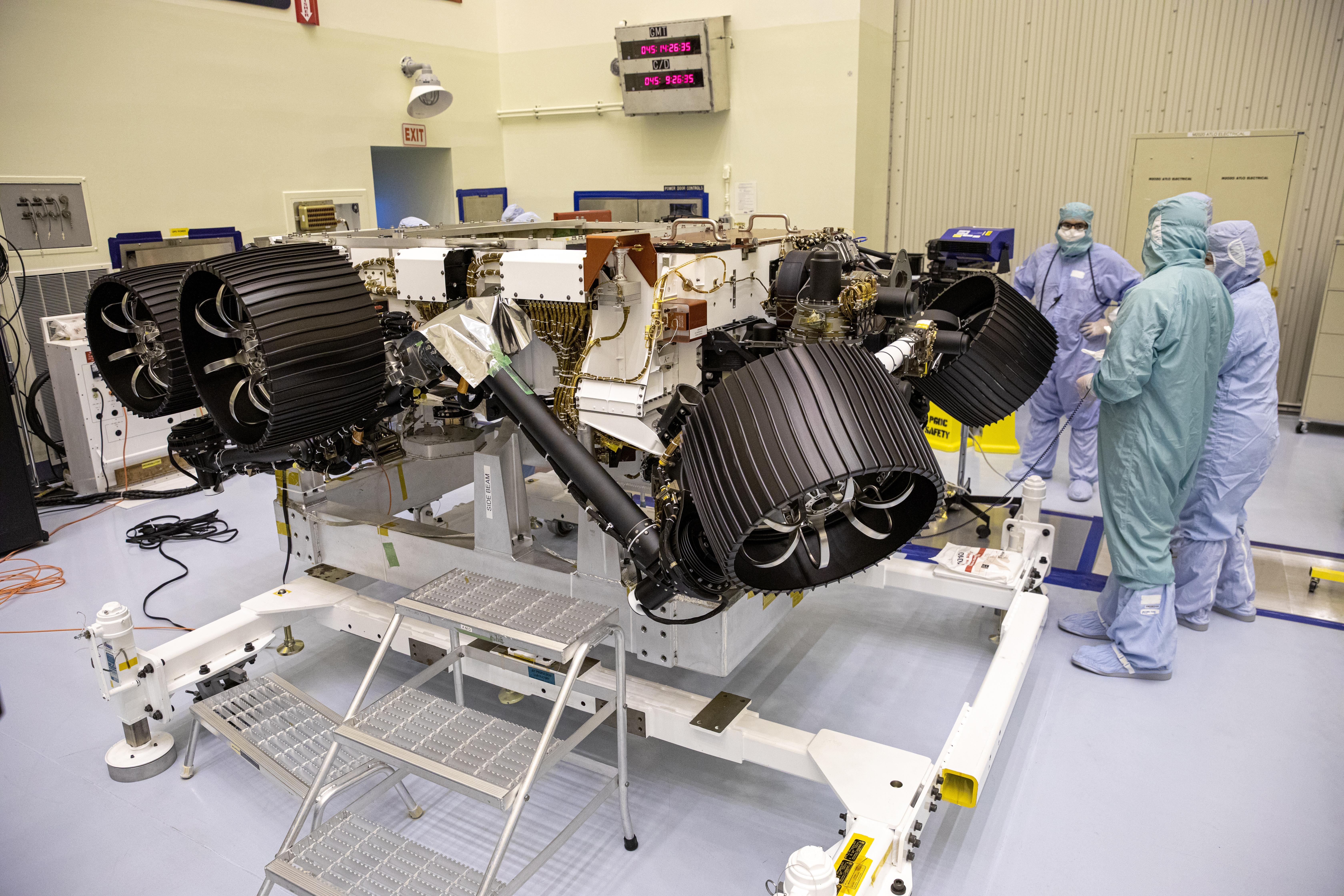
Složené vozítko Perseverance.

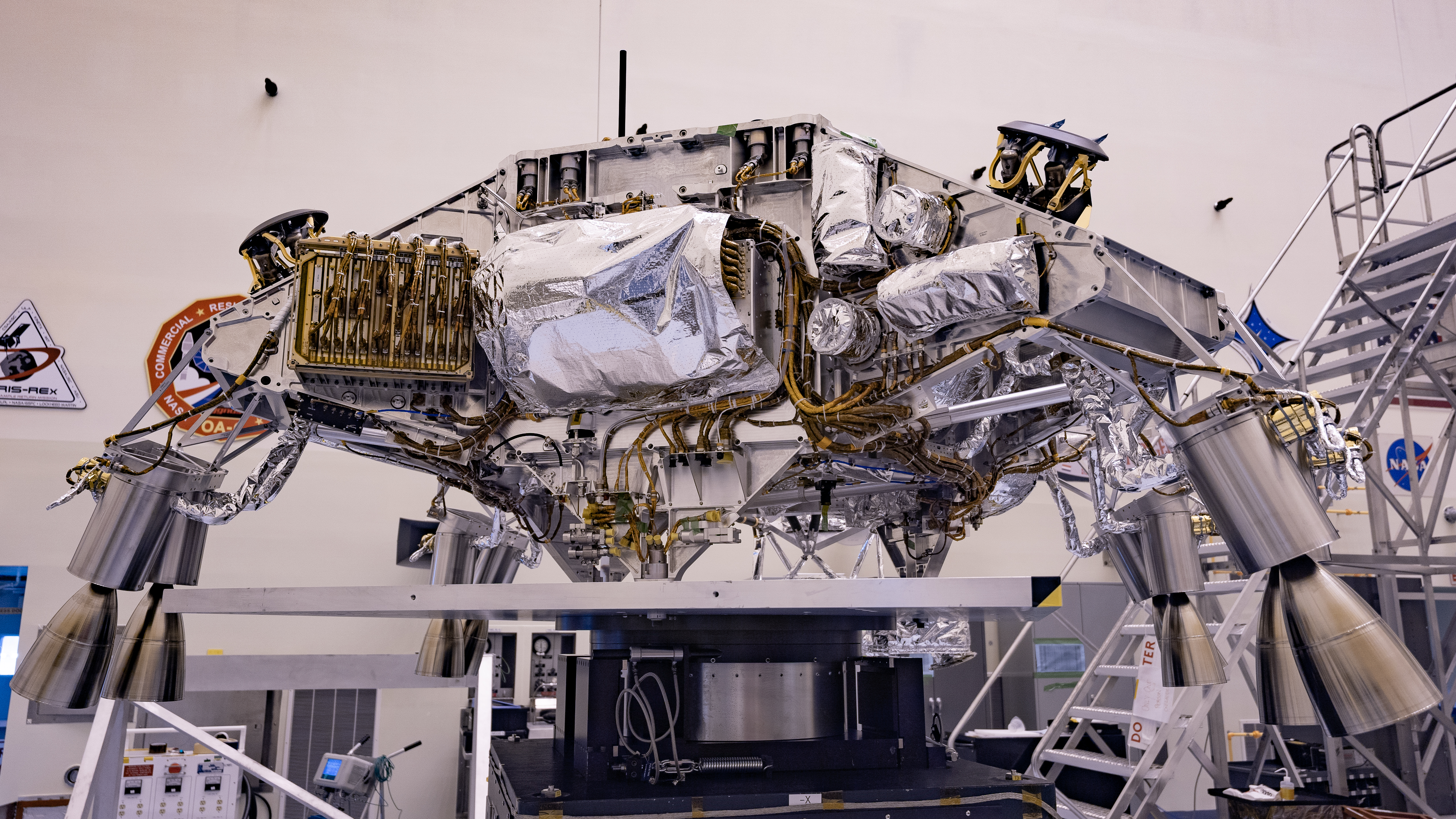
Vesmírný jeřáb SkyCrane.

#### Tepelný štít
Tepelný štít nesl i kabeláž a senzory (na snímcích oranžová), které měly snímat a zaznamenávat data, která vědcům pomohou při vývoji dalších vozítek.

## Doprovodné akce
Součástí mise Mars 2020 bylo i mnoho doprovodných akcí pro veřejnost, některé pouze pro americké studenty, jiné pro širokou veřejnost z celého světa.

### Name the rover
Akce pro žáky základních a středních škol ze Spojených států, jejímž cílem bylo nalézt jméno pro nový rover. Nakonec bylo z více než 28000 zaslaných esejí vybráno jméno Perseverance. Autorem vítězného návrhu je Alexander Mather, toho času žák 7. ročníku základní školy ve Springfieldu. Jedna z dalších zaslaných esejí navrhovala jméno Ingenuity, které bylo vybráno pro marsovskou helikoptéru.

### Send Your Name To Mars
Pro širokou veřejnost byla uspořádána akce Send Your Name To Mars, během které se mohl každý člověk zaregistrovat a poslat své jméno na Mars. Celkem bylo na paměťové kartě zasláno 10 932 295 jmen, tato jména jsou umístěna na zadní části roveru.

### Student challenge
Pro studenty z celého světa byla připravena čtyři výuková videa a úkoly. Úkolem bylo například vytvořit papírový model vrtulníku Ingenuity, postavit vhodný padák nebo vytvořit papírový model kola vozítka. Cílem NASA je vzbudit zájem žáků a studentů o přírodní vědy a vědy související s výzkumem vesmíru.